# سانتا آنا، السالوادور
سانتا آنا، السالوادور (به اسپانیایی: Santa Ana) یک شهر در السالوادور است که در شهرستان سانت آنا واقع شده‌است.

## خصوصیات
سانتا آنا ۴۰۰٫۰۱ کیلومترمربع مساحت و ۲۴۵٬۴۲۱ نفر جمعیت دارد و ۶۶۵ متر بالاتر از سطح دریا واقع شده‌است.

## خواهرخوانده
شهر لا سیبا خواهرخواندهٔ سانتا آنا، السالوادور هست.